# Diệt chủng California
Diệt chủng California là một chuỗi các vụ giết hại có hệ thống hàng ngàn người bản địa California, được thực hiện bởi quan chức và công dân của chính phủ Hoa Kỳ vào thế kỷ thứ 19. Sự biến này xảy ra sau khi Hoa Kỳ chiếm California từ tay Mexico, bên cạnh làn sóng di dân do cơn sốt vàng California, điều mà đã góp phần đẩy nhanh sự sụt giảm dân số bản địa ở California. Giữa năm 1846 và 1873, ước tính từ 9.492 tới 16.094 thổ dân California đã bị những người định cư giết hại. Hàng trăm ngàn người khác đã bị bắt lao động khổ sai đến chết. Các hành động như nô dịch hóa, bắt cóc, cưỡng hiếp, biệt cư trẻ em và di cư cưỡng bức diễn ra tràn lan và được khuyến khích, dung túng, hoặc đồng thực hiện bởi chính quyền và vệ binh tiểu bang.
Cuốn Handbook of the Indians of California (1925) ước tính dân số bản địa của California có lẽ đã giảm từ 150.000 vào năm 1848 xuống còn 30.000 vào năm 1870, rồi chạm đáy 16.000 vào năm 1900. Sự sụt giảm này xảy ra vì nhiều nguyên nhân: dịch bệnh, tỷ lệ sinh kém, bị bỏ đói, hoặc bị bức hại. Thổ dân California, nhất là trong giai đoạn sốt vàng, trở thành mục tiêu của các cuộc giết hại. Khoảng 10.000-27.000 cũng bị bắt làm nô lệ lao động cho người định cư.